# Aulus Gellius
Aulus Gellius (voor 130 — na 180) was een Romeins schrijver en taalgeleerde.

## Levensloop
Hij is hoogstwaarschijnlijk geboren te Rome, waar hij rechten studeerde en na de voltooiing van zijn studies een advocatenpraktijk opende. Na enige tijd begaf hij zich naar Athene om er filosofie te studeren. Hij raakte er bevriend met Herodes Atticus, bezocht het eiland Aegina en reisde, ter gelegenheid van de Pythische Spelen, ook naar Delphi. Tijdens zijn verblijf in Griekenland verzamelde hij een schat aan lectuurnotities, die hij in Athene (vaak tot diep in de nacht) uitwerkte. Na zijn terugkeer in Rome werkte hij opnieuw als jurist. Aulus Gellius was bevriend met Cornelius Fronto.

## Noctes Atticae
Gellius publiceerde rond 175 een uitgebreid werk in 20 boeken, waarin hij allerlei wetenswaardigheden over literatuur, filosofie, taalkunde, tekstkritiek en geschiedenis in de vorm van essays verzamelde. Hij gaf het de poëtische titel "Noctes Atticae" ("Attische nachten"), ter herinnering aan zijn studietijd in Athene, waar hij tijdens de lange winternachten zijn aantekeningen verwerkte. Het werk is waardevol omwille van zijn lectuurnotities die uittreksels en citaten bevatten uit oudere literatuur die verloren is gegaan. Naast zijn verzameling notities vormden ook zijn discussies en gesprekken stof voor zijn essays, alsook anekdoten over beroemde persoonlijkheden.

### Oudste handschrift
Het oudst bewaarde handschrift, bestaande uit de boeken 9-20, bevindt zich in de Provinsjale & Buma Biblioteek fan Fryslân, Tresoar, te Leeuwarden. Met dit afschrift is rond 836 in Fulda begonnen. Het boek is in haast geproduceerd, waarbij voor een deel een inferieure kwaliteit perkament gebruikt werd, met zeer grote gaten en reparaties, en soms met gebruikmaking van maar halve bladen. Vermoedelijk beschikte men niet over voldoende voorraad van het gebruikelijke vierkante formaat. In dit manuscript valt de overgang van het insulair schrift naar het lokale Fulda-schrift op. Op het eerste blad staan de namen van twee bezitters, Tornaesius en Koenigsmann. Johannes Tornaesius (Jean de Tournes) stamde uit een drukkersgeslacht te Lyon/Genève. Hij heeft de codex gebruikt voor zijn eigen tekstuitgave. Robert Koenigsmann vermeldde dat hij het boek in 1628 te Genève verworven heeft. Dit handschrift kwam vermoedelijk via de veiling van de collectie van de Franeker hoogleraar Steinberg, in 1671, in de blibiotheek van de Franeker universiteit terecht en wordt na de opheffing van deze universiteit verworven door de Staten van Friesland.